# Victoria, Tulcea
Victoria (în bulgară Пърлита-Pŭrlita, în trecut Pârlita) este un sat în comuna Nufăru din județul Tulcea, Dobrogea, România. Satul a fost locuit de bulgari până în 1940 când s-a făcut schimb de populație cu Bulgaria, în urma cedării Dobrogei de Sud.